# Doro Pesch/Diskografie
Diese Diskografie ist eine Übersicht über die musikalischen Werke der deutschen Heavy-Metal-Sängerin Doro Pesch. Den Quellenangaben zufolge hat sie bisher mehr als zehn Millionen Tonträger verkauft.

## Alben

### Studioalben
| Jahr | Titel Musiklabel                                    | Höchstplatzierung, Gesamtwochen, AuszeichnungChartplatzierungen (Jahr, Titel, Musiklabel, Platzierungen, Wochen, Auszeichnungen, Anmerkungen) | Höchstplatzierung, Gesamtwochen, AuszeichnungChartplatzierungen (Jahr, Titel, Musiklabel, Platzierungen, Wochen, Auszeichnungen, Anmerkungen) | Höchstplatzierung, Gesamtwochen, AuszeichnungChartplatzierungen (Jahr, Titel, Musiklabel, Platzierungen, Wochen, Auszeichnungen, Anmerkungen) | Höchstplatzierung, Gesamtwochen, AuszeichnungChartplatzierungen (Jahr, Titel, Musiklabel, Platzierungen, Wochen, Auszeichnungen, Anmerkungen) | Anmerkungen                                               |
| Jahr | Titel Musiklabel                                    | DE | AT | CH | US | Anmerkungen                                               |
| ---- | --------------------------------------------------- | --- | --- | --- | --- | --------------------------------------------------------- |
| 1989 | Force Majeure Vertigo                               | DE5 Gold · (18 Wo.)DE | — | CH12 (7 Wo.)CH | US145 (1 Wo.)US | Erstveröffentlichung: 1. Februar 1989 Verkäufe: + 250.000 |
| 1990 | Doro Vertigo                                        | DE9 (20 Wo.)DE | — | CH22 (7 Wo.)CH | — | Erstveröffentlichung: 25. September 1990                  |
| 1991 | True at Heart Vertigo                               | DE19 (13 Wo.)DE | — | CH26 (2 Wo.)CH | — | Erstveröffentlichung: 4. August 1991                      |
| 1993 | Angels Never Die Vertigo                            | DE21 (13 Wo.)DE | — | CH31 (3 Wo.)CH | — | Erstveröffentlichung: 22. Februar 1993                    |
| 1995 | Machine II Machine Vertigo                          | DE33 (9 Wo.)DE | — | CH38 (2 Wo.)CH | — | Erstveröffentlichung: März 1995                           |
| 1998 | Love Me in Black WEA                                | DE38 (4 Wo.)DE | — | — | — | Erstveröffentlichung: 25. Mai 1998                        |
| 2000 | Calling the Wild SPV / Koch (US)                    | DE16 (5 Wo.)DE | — | — | — | Erstveröffentlichung: 1. September 2000                   |
| 2002 | Fight SPV                                           | DE18 (6 Wo.)DE | — | CH100 (1 Wo.)CH | — | Erstveröffentlichung: 24. September 2002                  |
| 2004 | Classic Diamonds AFM                                | DE33 (3 Wo.)DE | — | — | — | Erstveröffentlichung: 20. September 2004                  |
| 2006 | Warrior Soul AFM                                    | DE27 (5 Wo.)DE | — | — | — | Erstveröffentlichung: 24. März 2006                       |
| 2009 | Fear No Evil AFM                                    | DE11 (6 Wo.)DE | AT51 (2 Wo.)AT | CH56 (1 Wo.)CH | — | Erstveröffentlichung: 23. Januar 2009                     |
| 2012 | Raise Your Fist Nuclear Blast                       | DE16 (4 Wo.)DE | AT50 (1 Wo.)AT | CH52 (2 Wo.)CH | — | Erstveröffentlichung: 19. Oktober 2012                    |
| 2018 | Forever Warriors / Forever United Nuclear Blast     | DE4 (6 Wo.)DE | AT23 (1 Wo.)AT | CH13 (2 Wo.)CH | — | Erstveröffentlichung: 17. August 2018                     |
| 2023 | Conqueress – Forever Strong and Proud Nuclear Blast | DE5 (4 Wo.)DE | AT7 (2 Wo.)AT | CH23 (1 Wo.)CH | — | Erstveröffentlichung: 27. Oktober 2023                    |

### Livealben
| Jahr | Titel Musiklabel                                            | Höchstplatzierung, Gesamtwochen, AuszeichnungChartplatzierungen (Jahr, Titel, Musiklabel, Platzierungen, Wochen, Auszeichnungen, Anmerkungen) | Höchstplatzierung, Gesamtwochen, AuszeichnungChartplatzierungen (Jahr, Titel, Musiklabel, Platzierungen, Wochen, Auszeichnungen, Anmerkungen) | Höchstplatzierung, Gesamtwochen, AuszeichnungChartplatzierungen (Jahr, Titel, Musiklabel, Platzierungen, Wochen, Auszeichnungen, Anmerkungen) | Höchstplatzierung, Gesamtwochen, AuszeichnungChartplatzierungen (Jahr, Titel, Musiklabel, Platzierungen, Wochen, Auszeichnungen, Anmerkungen) | Anmerkungen                                                                           |
| Jahr | Titel Musiklabel                                            | DE | AT | CH | US | Anmerkungen                                                                           |
| ---- | ----------------------------------------------------------- | --- | --- | --- | --- | ------------------------------------------------------------------------------------- |
| 1993 | Doro Live Vertigo                                           | DE71 (9 Wo.)DE | — | — | — | Erstveröffentlichung: 1. November 1993                                                |
| 2010 | 25 Years in Rock... and Still Going Strong Nuclear Blast    | DE61 (1 Wo.)DE | — | — | — | Erstveröffentlichung: 26. November 2010                                               |
| 2016 | Strong and Proud – 30 Years of Rock and Metal Nuclear Blast | DE11 (3 Wo.)DE | — | — | — | Erstveröffentlichung: 24. Juni 2016                                                   |
| 2021 | Warlock – Triumph and Agony Live Nuclear Blast              | DE4 (2 Wo.)DE | AT38 (1 Wo.)AT | CH23 (1 Wo.)CH | — | Erstveröffentlichung: 24. September 2021 Liveversion des gleichnamigen Warlock-Albums |

### Kompilationen
| Jahr | Titel Musiklabel                                     | Höchstplatzierung, Gesamtwochen, AuszeichnungChartplatzierungen (Jahr, Titel, Musiklabel, Platzierungen, Wochen, Auszeichnungen, Anmerkungen) | Höchstplatzierung, Gesamtwochen, AuszeichnungChartplatzierungen (Jahr, Titel, Musiklabel, Platzierungen, Wochen, Auszeichnungen, Anmerkungen) | Höchstplatzierung, Gesamtwochen, AuszeichnungChartplatzierungen (Jahr, Titel, Musiklabel, Platzierungen, Wochen, Auszeichnungen, Anmerkungen) | Höchstplatzierung, Gesamtwochen, AuszeichnungChartplatzierungen (Jahr, Titel, Musiklabel, Platzierungen, Wochen, Auszeichnungen, Anmerkungen) | Anmerkungen                                                    |
| Jahr | Titel Musiklabel                                     | DE | AT | CH | US | Anmerkungen                                                    |
| ---- | ---------------------------------------------------- | --- | --- | --- | --- | -------------------------------------------------------------- |
| 1991 | Rare Diamonds Vertigo                                | DE37 (13 Wo.)DE | — | CH33 (1 Wo.)CH | — | Erstveröffentlichung: März 1991 Kompilation von Doro & Warlock |
| 1998 | The Ballads Vertigo                                  | DE85 (1 Wo.)DE | — | — | — | Erstveröffentlichung: 22. Juli 1998                            |
| 2012 | Under My Skin: A Fine Selection of Doro Classics AFM | DE53 (1 Wo.)DE | — | CH89 (1 Wo.)CH | — | Erstveröffentlichung: 6. Juli 2012                             |
| 2017 | Für immer Nuclear Blast                              | DE16 (3 Wo.)DE | — | CH89 (1 Wo.)CH | — | Erstveröffentlichung: 27. Oktober 2017                         |

Weitere Kompilationen
- 1995: A Whiter Shade of Pale
- 1998: Best Of
- 2007: Metal Queen – B-Sides & Rarities
- 2020: Magic Diamonds – Best Of Rock, Ballads & Rare Treasures
- 2024: Anthems for the Champion

### EPs
| Jahr | Titel Musiklabel                         | Höchstplatzierung, Gesamtwochen, AuszeichnungChartplatzierungen (Jahr, Titel, Musiklabel, Platzierungen, Wochen, Auszeichnungen, Anmerkungen) | Höchstplatzierung, Gesamtwochen, AuszeichnungChartplatzierungen (Jahr, Titel, Musiklabel, Platzierungen, Wochen, Auszeichnungen, Anmerkungen) | Höchstplatzierung, Gesamtwochen, AuszeichnungChartplatzierungen (Jahr, Titel, Musiklabel, Platzierungen, Wochen, Auszeichnungen, Anmerkungen) | Höchstplatzierung, Gesamtwochen, AuszeichnungChartplatzierungen (Jahr, Titel, Musiklabel, Platzierungen, Wochen, Auszeichnungen, Anmerkungen) | Anmerkungen                                       |
| Jahr | Titel Musiklabel                         | DE | AT | CH | US | Anmerkungen                                       |
| ---- | ---------------------------------------- | --- | --- | --- | --- | ------------------------------------------------- |
| 2004 | Let Love Rain on Me AFM                  | DE65 (3 Wo.)DE | — | — | — | Erstveröffentlichung: 9. August 2004 #7 Spanien   |
| 2005 | In Liebe und Freundschaft AFM            | DE92 (4 Wo.)DE | — | — | — | Erstveröffentlichung: 11. November 2005           |
| 2007 | Anthems for the Champion - The Queen AFM | DE89 (1 Wo.)DE | — | — | — | Erstveröffentlichung: 30. November 2007           |
| 2008 | Celebrate – The Night of the Warlock AFM | DE75 (3 Wo.)DE | — | — | — | Erstveröffentlichung: 31. Oktober 2008 #3 Spanien |
| 2008 | Herzblut AFM                             | DE71 (1 Wo.)DE | — | — | — | Erstveröffentlichung: 12. Dezember 2008           |
| 2012 | Raise Your Fist in the Air Nuclear Blast | DE78 (1 Wo.)DE | — | — | — | Erstveröffentlichung: 3. August 2012              |

Weitere EPs
- 1995: Machine II Machine: Electric Club Mixes
- 1998: Love Me in Black
- 2007: All We Are – The Fight
- 2016: Love’s Gone to Hell
- 2019: Backstage to Heaven

## Singles

### Als Leadmusikerin
| Jahr | Titel Album                          | Höchstplatzierung, Gesamtwochen, AuszeichnungChartplatzierungen (Jahr, Titel, Album, Platzierungen, Wochen, Auszeichnungen, Anmerkungen) | Höchstplatzierung, Gesamtwochen, AuszeichnungChartplatzierungen (Jahr, Titel, Album, Platzierungen, Wochen, Auszeichnungen, Anmerkungen) | Höchstplatzierung, Gesamtwochen, AuszeichnungChartplatzierungen (Jahr, Titel, Album, Platzierungen, Wochen, Auszeichnungen, Anmerkungen) | Höchstplatzierung, Gesamtwochen, AuszeichnungChartplatzierungen (Jahr, Titel, Album, Platzierungen, Wochen, Auszeichnungen, Anmerkungen) | Anmerkungen                                  |
| Jahr | Titel Album                          | DE | AT | CH | US | Anmerkungen                                  |
| ---- | ------------------------------------ | --- | --- | --- | --- | -------------------------------------------- |
| 1993 | Bad Blood Angels Never Die           | DE89 (3 Wo.)DE | — | — | — | Erstveröffentlichung: Februar 1993           |
| 2004 | Let Love Rain on Me Classic Diamonds | DE65 (3 Wo.)DE | — | — | — | Erstveröffentlichung: August 2004 #7 Spanien |

Weitere Singles
- 1989: A Whiter Shade of Pale
- 1989: Hard Times
- 1990: Unholy Love
- 1991: Fall For Me Again
- 1991: I’ll Make It on My Own
- 1993: Last Day of My Life
- 1993: Alles ist gut
- 1993: Enough for You
- 1995: Ceremony
- 1995: In Freiheit stirbt mein Herz
- 1998: Love Me In Black
- 2000: Burn It Up (Bird of Fire)
- 2000: Ich will alles
- 2001: White Wedding
- 2005: We’re Like Thunder (feat. Regina Halmich)
- 2006: Tief in meinem Herzen – Borussia Dortmund
- 2009: We Are the Metalheads
- 2016: Love’s Gone to Hell
- 2017: Helden
- 2018: All for Metal
- 2018: Lift Me Up
- 2018: If I Can’t Have You – No One Will
- 2025: Warriors of the Sea

### Als Gastmusikerin
- 2001: Mägo de Oz feat. Doro – Man on the Silver Mountain auf der La Danza del Fuego-Single
- 2001: Holy Moses feat. Doro Pesch – Too Drunk to Fuck (Dead-Kennedys-Cover)
- 2002: Dirk Bach feat. Doro Pesch – Gimme Gimme Gimme
- 2002: Udo Dirkschneider feat. Doro Pesch – Dancing with an Angel auf Man and Machine
- 2003: Ministry feat. Jørn Lande vs. Doro Pesch – All We Are
- 2004: Twisted Sister feat. Doro Pesch – White Christmas auf A Twisted Christmas
- 2007: After Forever feat. Doro Pesch – Who I Am auf After Forever
- 2007: Kreyson feat. Doro Pesch - Deep in the Night
- 2008: Sabina Classen feat. Doro Pesch – All We Are
- 2008: Klaus Meine feat. Doro Pesch – Big City Nights
- 2008: Tarja Turunen feat. Doro Pesch – The Seer auf der gleichnamigen EP von Tarja Turunen
- 2008: Udo Dirkschneider feat. Doro Pesch – East Meet West
- 2008: Scorpions feat. Doro Pesch – Rock You Like a Hurricane
- 2009: Saxon feat. Doro Pesch – „All We Are“
- 2009: Saxon feat. Doro Pesch – 747 Strangers in the Night
- 2009: Saltatio Mortis feat. Doro Pesch – Salomé auf Wer Wind sæt
- 2009: Saxon feat. Doro Pesch – You’ve Got Another Thing Comin’ (Judas-Priest-Cover)
- 2011: Grave Digger feat. Doro Pesch – Ballad of Mary (Queen of Scots)
- 2011: Krypteria feat. Doro Pesch – Victoria auf dem Krypteria-Album All Beauty Must Die
- 2011: J.B.O. feat. Doro Pesch – Nein Mann auf dem J.B.O.-Album Killeralbum
- 2011: Sister Sin feat. Doro Pesch – Rock ’N Roll (Motörhead-Cover)
- 2012: Die Happy feat. Doro Pesch – Good Things auf dem Die-Happy-Album 1000th Show Live
- 2014: Liv Kristine feat. Doro Pesch Stronghold of Angels
- 2014: Luke Gasser feat. Doro Pesch – Fire on My Mind auf dessen CD Flicker
- 2015: Angra feat. Doro Pesch – Crushing Room
- 2016: Amon Amarth feat. Doro Pesch – A Dream That Cannot Be
- 2025: Udo Dirkschneider feat. Doro Pesch – Winter Dreams
- 2025: Feuerschwanz feat. Doro Pesch – Valhalla
- 2025: The Butcher Sisters feat. Doro Pesch – Wacken

## Videoalben und Musikvideos

### Videoalben
- 1993: Doro Live ’93
- 2003: Für immer (DE: Gold)
- 2004: Classic Diamonds
- 2008: 20 Years a Warrior Soul
- 2010: 25 Years in Rock… and Still Going Strong
- 2016: Strong and Proud

### Musikvideos
- 1989: A Whiter Shade of Pale
- 1989: Hard Times
- 1990: Unholy Love
- 1990: Rare Diamond
- 1991: Fall for Me Again
- 1993: Bad Blood
- 1993: Last Day of My Life
- 1995: Ceremony
- 1995: In Freiheit stirbt mein Herz
- 1998: Love Me in Black
- 2001: White Wedding
- 2002: Fight
- 2002: Always Live to Win
- 2004: Let Love Rain on Me
- 2006: Warrior Soul
- 2008: Herzblut
- 2012: Raise Your Fist in the Air
- 2016: Love’s Gone to Hell
- 2018: All for Metal
- 2018: If I can't have you, no one will
- 2023: Time for Justice
- 2023: Bond Unending

## Statistik

### Chartauswertung
|                     | DE     | AT    | CH     | US    |
| ------------------- | ------ | ----- | ------ | ----- |
| Nummer-eins-Alben   | DE—DE  | AT—AT | CH—CH  | US—US |
| Top-10-Alben        | DE5DE  | AT1AT | CH—CH  | US—US |
| Alben in den Charts | DE28DE | AT5AT | CH14CH | US1US |

|                       | DE    |
| --------------------- | ----- |
| Nummer-eins-Singles   | DE—DE |
| Top-10-Singles        | DE—DE |
| Singles in den Charts | DE2DE |

### Auszeichnungen für Musikverkäufe
Anmerkung: Auszeichnungen in Ländern aus den Charttabellen bzw. Chartboxen sind in ebendiesen zu finden.
| Land/RegionAuszeichnungen für Musikverkäufe (Land/Region, Auszeichnungen, Verkäufe, Quellen) | Gold     | Platin | Verkäufe | Quellen           |
| -------------------------------------------------------------------------------------------- | -------- | ------ | -------- | ----------------- |
| Deutschland (BVMI)                                                                           | 2× Gold2 | —      | 275.000  | musikindustrie.de |
| Insgesamt                                                                                    | 2× Gold2 | —      |          |                   |